# Wolne Państwo Prusy
Wolne Państwo Prusy (niem. Freistaat Preußen) – kraj związkowy Republiki Weimarskiej oraz (jedynie ceremonialnie) III Rzeszy, powstały w wyniku przekształcenia w republikę Królestwa Prus, będącego krajem związkowym Związku Północnoniemieckiego, a następnie Cesarstwa Niemieckiego. W odróżnieniu od swojego poprzednika, szef rządu Wolnego Państwa nie pełnił z urzędu funkcji kanclerza Rzeszy.

## Historia

Propozycja nowego podziału administracyjnego Republiki Weimarskiej wg Hugo Preussa (1919). Kraj związkowy Prusy został ograniczony do terenów Prus Wschodnich (czyli Prus właściwych) oraz Marchii Granicznej Poznańsko-Zachodniopruskiej.

Na mocy tzw. konstytucji weimarskiej z 1919 roku Prusy utrzymały faktycznie dominującą pozycję w tzw. Republice Weimarskiej; ich udział w ogólnej powierzchni kraju wynosił 62%, czyniąc ustrój federalny w pewnej mierze fikcją. Zdawano sobie z tego sprawę, Zgromadzenie Narodowe rozważało projekt rozwiązania Prus i ustanowienia kilku innych krajów związkowych (autorstwa prof. Hugo Preussa). Ostatecznie jednak przeważyły nastroje tradycjonalistyczne i Prusy pozostały w niezmienionym kształcie.

Flaga Wolnego Państwa Prusy w latach 1922-1933

Herb Wolnego Państwa Prusy w latach 1922-1933

W 1920 roku uchwalono pruską konstytucję, na mocy której Prusy zachowały własny rząd i szeroki zakres samodzielności wewnętrznej. W lipcu 1932 rząd kanclerza Rzeszy Franza von Papena naruszając konstytucję wprowadził zarząd komisaryczny Prus, odsuwając od władzy rząd krajowy koalicji weimarskiej Otto Brauna zdominowany przez SPD. Był to jeden z przełomowych momentów rozstrzygających o dojściu NSDAP do władzy w Niemczech pół roku później i upadku Republiki Weimarskiej.
Po tym jak do władzy doszła NSDAP, Adolf Hitler mianował w 1933 r. premierem Prus Hermanna Göringa. W 1934 roku kraje związkowe III Rzeszy, w tym Wolne Państwo Prusy, w wyniku rozpoczętej rok wcześniej faktycznej unifikacji Rzeszy (Gleichschaltung) zostały pozbawione swojego aparatu administracyjnego i realnych kompetencji, a zachowały znaczenie jedynie ceremonialne, natomiast od tej pory realną władzę w regionach dzierżyli de facto namiestnicy Rzeszy (niem. Reichsstatthalter) Rzeszy, którymi zostawali z reguły przywódcy okręgów partyjnych NSDAP (niem. Gaue) , zwani gauleiterami. Rok później, wraz z uchwaleniem ustaw norymberskich, zakazane zostały wszystkie flagi i herby krajów związkowych, a także wszystkie inne oficjalne flagi III Rzeszy bez swastyki, które nawiązywały do federalizmu, odniesień regionalnych lub Cesarstwa Niemieckiego. Tak więc Prusy w latach 1934-1935 de facto przestały istnieć, chociaż rząd pruski kierowany przez Hermanna Göringa formalnie funkcjonował jeszcze do 1945 roku.
W 1947 r. Sojusznicza Rada Kontroli Niemiec postanowiła o formalnej likwidacji Wolnego Państwa Prusy, motywując tę decyzję upatrywaniem w Prusach historycznego źródła i nośnika militaryzmu i imperializmu niemieckiego.